# Winterville (Georgia)
Winterville es una ciudad ubicada en el condado de Clarke en el estado estadounidense de Georgia. En el año 2000 tenía una población de 1.068 habitantes.

## Geografía
Winterville se encuentra ubicada en las coordenadas 33°58′0″N 83°16′54″O / 33.96667, -83.28167 (33.966720, -83.281669).
Según la Oficina del Censo, la localidad tiene un área total de 6,9 km² (2,7 mi²), de la cual 6,9 km² (2,7 mi²) es tierra y 0 km² (0 mi²) (0.00%) es agua.

## Demografía
Según la Oficina del Censo en 2000 los ingresos medios por hogar en la localidad eran de $47,727, y los ingresos medios por familia eran $51,667. Los hombres tenían unos ingresos medios de $37,100 frente a los $25,000 para las mujeres. La renta per cápita para la localidad era de $18,693. 